# 大宮司進
大宮司 進（だいぐうじ すすむ、1978年1月8日- ）は、日本の男性キックボクサー、K-1ファイター。北海道出身。ISKAオリエンタルアジアスーパーフェザー級王者、初代M-1スーパーフェザー級王者。シルバーウルフ所属で、同ジム所属の魔裟斗を長年支えるセコンドでもあった。正道会館北海道支部出身。

## 来歴

### プロデビュー
1998年9月27日、「K-1 GRAND PRIX '98 開幕戦」のフレッシュマンファイトでプロデビュー兼K-1デビューを果たした。中西一覚を左フックで2R0:24TKOで下しデビュー戦を白星で飾った。2001年、正道会館からシルバーウルフに移籍。
2001年9月、前田尚紀に判定勝ち。

### アジア王座獲得
2002年3月、花戸忍に判定負け。
2002年8月6日、東京の六本木ヴェルファーレで行われた「Wolf Revolution -resurrection-」に参戦。第2試合のISKAオリエンタルアジアスーパーフェザー級王者決定戦（3分5R、肘無し、60kg契約）に出場し、クリストファー・マクドナルド（イギリス）と対戦。
2002年12月、花戸忍にＫＯ負け。
2003年5月、全日本キックライト級最強決定トーナメント2003準決勝で大月晴明にＫＯ負け。
2005年2月11日、アメリカ合衆国・ニューヨークで行われた「Combat at The Capitale III -The Combat vs. IKUSA-」に参戦。メインイベントのWKAプロムエタイインターナショナルスーパーライト級王者決定戦（2分5R）でシェネン・マセオ（アメリカ）に5R判定0-3負けし、王座獲得にはいたらなかった。

### M-1王座獲得
2006年5月、石川直生に判定勝ち。2006年9月、真王杯の準決勝で桜井洋平にKO負け。
2007年3月4日、ディファ有明で行われた「M-1 FAIRTEX ムエタイチャレンジ」に参戦、M-1スーパーフェザー級王座決定戦（3分5R、ムエタイルール）に出場。TURBФに5R判定2-0で勝利し、初代M-1スーパーフェザー級王者となった。6月3日、「M-1 FAIRTEX ムエタイチャレンジ」のメインイベントでアタチャイ・フェアテックスと対戦。2Rに左ハイキックでダウン。3Rに左ストレートで2度のダウン。4Rに膝蹴りでダウンし、最後に左ストレートでダウンしたところでタオルが投入されTKO負け。
2007年8月、山本真弘にKO負け。
2008年3月9日、「M-1 FAIRTEX ムエタイチャレンジ」におけるM-1スーパーフェザー級防衛戦で長崎秀哉と対戦し、5R左フックでKO負け。王座から陥落した。

### K-1ライト級出場
2008年10月1日、K-1 WORLD MAX 2008 World Championship Tournament FINALに出場。試合はISKAオリエンタル世界ライト級王座決定戦（3分3R+延長2R、60kg契約）として行われ、上松大輔と対戦。これは、自身の保持していたISKA王座が長期間の王座防衛戦不履行により剥奪されていたためである。試合は、1R開始29秒左膝蹴りを受けKO負けし、かつて保持していた王座を取り戻すことは出来なかった。試合後のインタビューでは、試合のことを憶えていないと語り、「もうこれで引退します。」と引退を明言した。

### 引退試合
2009年11月7日、自主興行「SILVERWOLF presents FINAL REVOLUTION 〜大宮司進 FINAL〜」を開催し、「大宮司進引退エキシビションマッチ」（K-1ルール・3分2R）として魔裟斗と対戦した。また、FIRE BALL、AK-69、ZEEBRAがライブを行った。
現在はトレーナーとしてシルバーウルフにて後進の指導にあたっており、長島☆自演乙☆雄一郎をK-1 WORLD MAX 2010 〜-70kg Japan Tournament〜王者に導いている。
2015年1月1日、歌手JAMOSAと結婚。4月9日には長男が誕生した。

## 戦績
| キックボクシング 戦績 | キックボクシング 戦績 | キックボクシング 戦績 | キックボクシング 戦績 | キックボクシング 戦績 | キックボクシング 戦績 | キックボクシング 戦績 |
| --------------------- | --------------------- | --------------------- | --------------------- | --------------------- | --------------------- | --------------------- |
| 36 試合               | (T)KO                 | 判定                  | その他                | 引き分け              | 無効試合              |                       |
| 18 勝                 |                       |                       |                       | 4                     | 0                     |                       |
| 14 敗                 | 8                     | 6                     | 0                     | 4                     | 0                     |                       |

| 勝敗 | 対戦相手                     | 試合結果                                  | 大会名 | 開催年月日     |
| ×    | 上松大輔                     | 1R 0:29 KO（左膝蹴り）                    | K-1 WORLD MAX 2008 World Championship Tournament FINAL 【ISKAオリエンタル世界ライト級王座決定戦】                           | 2008年10月1日  |
| ×    | 長崎秀哉                     | 5R 1:36 KO（左フック）                    | M-1 FAIRTEX SINGHA BEER ムエタイチャレンジ 「Legend of elbows 2008 〜CRASH〜」 【M-1スーパーフェザー級タイトルマッチ】      | 2008年3月9日   |
| ×    | 山本真弘                     | 2R 2:33 KO（3ノックダウン：左ストレート） | 全日本キックボクシング連盟『Kick Return』 Kickboxer of the best 60 Tournament 〜開幕戦〜 【Aブロック 1回戦】                | 2007年8月25日  |
| ×    | アタチャイ・フェアテックス   | 4R 1:33 TKO（タオル投入）                 | M-1 FAIRTEX SINGHA BEER ムエタイチャレンジ「獲武-腕 物語 2007」                                                             | 2007年6月3日   |
| ○    | TURBΦ                        | 5R終了 判定2-0                            | M-1 FAIRTEX SINGHA BEER ムエタイチャレンジ「BATTLES OF FATE 2007」 【M-1スーパフェザー級王座決定戦】                        | 2007年3月4日   |
| ×    | 桜井洋平                     | 1R 0:56 KO（右ストレート）                | ニュージャパンキックボクシング連盟 真王杯 55kg・60kg オープントーナメント（ADVANCE VIII 〜前進〜） 【真王杯 60kg級 準決勝】 | 2006年9月24日  |
| ○    | 山田健博                     | 5R終了 判定3-0                            | ニュージャパンキックボクシング連盟 真王杯 55kg・60kg オープントーナメント（ADVANCE VII 〜前進〜） 【真王杯 60kg級 1回戦】   | 2006年7月22日  |
| ○    | 石川直生                     | 3R終了 判定2-0                            | 全日本キックボクシング連盟「CROSSOVER」                                                                                     | 2006年5月14日  |
| ×    | TURBΦ                        | 3R終了 判定0-3                            | IKUSA GP ＜-U60 SUPERSTAR☆Z＞ TOURNAMENT 〜FINAL STAGE 【リザーブマッチ】                                                   | 2005年9月19日  |
| ○    | アダム・ザ・アグレッサー     | 3R終了 判定2-0                            | WOLF REVOLUTION | 2005年5月25日  |
| ×    | シェネン・マセオ             | 2分5R終了 判定0-3                         | Combat at The Capitale III -The Combat vs. IKUSA- 【WKAプロムエタイインターナショナルスーパーライト級王者決定戦】           | 2005年2月11日  |
| ×    | 武藤孝之                     | 3R 2:20 TKO（カット）                     | マーシャルアーツ日本キックボクシング連盟「SUPREME-1 〜最高のキック〜」                                                      | 2004年1月18日  |
| ○    | クリスティアン・トリミングス | 2R 0:22 KO（右ローキック）                | WOLF REVOLUTION meets LUZ                                                                                                   | 2003年12月15日 |
| ○    | 森本達也                     | 5R終了 判定3-0                            | BRAVE 2003 | 2003年7月21日  |
| ×    | 大月晴明                     | 3R 2:21 KO                                | 全日本キックボクシング連盟 全日本ライト級最強決定トーナメント 〜決勝戦〜 【準決勝】                                         | 2003年5月23日  |
| ○    | 金沢久幸                     | 3R終了 判定2-0                            | 全日本キックボクシング連盟 全日本ライト級最強決定トーナメント 【1回戦】                                                     | 2003年3月8日   |
| ×    | 花戸忍                       | 2R 2:34 KO                                | 全日本キックボクシング連盟「BACK FROM HELL-II」                                                                             | 2002年12月8日  |
| ○    | クリストファー・マクドナルド | 5R終了 判定3-0                            | Wolf Revolution -resurrection- 【ISKAオリエンタルアジアスーパーフェザー級王座決定戦】                                       | 2002年8月6日   |
| ○    | 梅下湧暉                     | 1R 2:38 KO（膝蹴り連打）                  | IKUSA「-初陣- Kick vs. Techno」                                                                                             | 2002年6月16日  |
| ×    | 花戸忍                       | 3R終了 判定0-3                            | マーシャルアーツ日本キックボクシング連盟 KING COMBAT-2002 - KICK BOXING 60kg TOURNAMENT 日本最強決定戦 【1回戦】            | 2002年3月30日  |
| △    | 蔵満誠                       | 5R終了 判定1-0                            | J-NETWORK「J-BLOODS」 | 2002年1月20日  |
| ○    | 前田尚紀                     | 5R終了 判定2-0                            | 全日本キックボクシング連盟「BULLET」                                                                                        | 2001年12月9日  |
| ○    | エマニュエル・ラドニッキ     | 2R 2:00 KO（パンチ連打）                  | 渋谷クラブサミット99「Future shock fair -ON POINT-」                                                                        | 2001年9月8日   |
| ○    | 明日華和哉                   | 1R 2:15 KO（3ノックダウン：ローキック）   | Wolf Revolution 〜Third Wave〜                                                                                              | 2001年6月22日  |
| △    | 梅下湧暉                     | 5R終了 判定1-0                            | Wolf Revolution 〜Second Wave〜                                                                                             | 2001年1月12日  |
| ×    | ランバー・ソムデートM16      | 3分5R終了 判定0-3                         | K-1 J・MAX | 2000年11月1日  |
| △    | 高野洋一                     | 5R終了 判定1-0                            | WOLF REVOLUTION 〜First Wave〜                                                                                              | 2000年7月26日  |
| ×    | ガオグライ・ゲーンノラシン   | 判定                                      | ラジャダムナン・スタジアム                                                                                                  | 2000年4月9日   |
| ○    | 蔵満誠                       | 5R終了 判定3-0                            | 全日本キックボクシング連盟「WAVE-XIII」                                                                                     | 1999年11月22日 |
| △    | 遠藤慎介                     | 3R終了 判定1-0                            | K-1 REVENGE '99 【フレッシュマンファイト】                                                                                  | 1999年4月25日  |
| ×    | 高田英樹                     | 3R終了 判定0-2                            | K-1 GRAND PRIX '98 決勝戦 【フレッシュマンファイト】                                                                        | 1998年12月13日 |
| ○    | 興津伊久磨                   | 1R TKO（3ノックダウン）                   | K-1 JAPAN '98 〜神風〜 【フレッシュマンファイト】                                                                           | 1998年10月28日 |
| ○    | 中西一覚                     | 2R 0:24 TKO（左フック）                   | K-1 GRAND PRIX '98 開幕戦 【フレッシュマンファイト】                                                                        | 1998年9月27日  |

## 獲得タイトル
- 初代M-1スーパーフェザー級王座（0度防衛）
- ISKAオリエンタルアジアスーパーフェザー級王座（0度防衛）

## 人物
- ZEEBRAと親交が深い。